# Saho
Saho (koji se ponekad naziva i Soho) su kušitski narodi koji nastanjuju Afrički rog. Uglavnom su koncentrirani u Eritreji, a neke žive i u susjednim dijelovima Etiopije. Govore jezikom Saho koji pripada kušitskoj grani obitelji Afroazijskih i usko je povezan s afarskim. 

## Demografija
Prema Etnologue, ima oko 500.000 do 600.000 govornika Saho jezika. Većina je koncentrirana u Eritreji (350.000 ~ 400.000 govornika), a ostatak živi u Etiopiji (170.000 govornika, po podacima iz 1996.). Unutar Eritreje, Saho pretežno žive u Južnoj i Sjevernoj crvenomorskoj regiji.

## Jezik
Saho ljudi govore saho jezik kao materinski jezik, kojo pripada saho-afarskom dijalektu iz skupine nizinskih istočnih kušitskih jezika, koji su dio kušitske grane obitelji Afroazijskih jezika. Saho jezik je dosta sličan afarskom. Irobski dijalekt govori samo u Etiopiji.  

## Religija
Saho su pretežno muslimani. Mali broj kršćana, koji su poznati i kao Irob, žive u regiji Tigray u Etiopiji i regiji Debub u Eritreji.

## Običajno pravo
Kada postoji problem, Saho imaju običak sazvati sastanak ili konferenciju koju zovu "rahbe". Na takvom sastanku Sahoji raspravljaju o tome kako riješiti pitanja vezana za vodu, pašnjak ili zemljište, ili sporove klanova i kako ublažiti te probleme. O tome se razgovara i sa susjednim plemenima ili etničkim grupama i pod-klanovima da bi se postigao konsenzus.
Za ovaj sastanak odabran je vješt predstavnik, kojeg se naziva "madarre". Madarre iznosi argumente svojoj publici i podklanovima ili plemenima koja su uključena i pokušava ih pridobiti za svoje rješenje. O tome se raspravlja s klanskim ili plemenskim mudracima ili starješinama, "ukal". 
U sukobima manjih razmjera između dva pojedinca, jedan od njih se žali "ukalima", oni zauzvrat imenuju " šimagale" ili posrednike za spor
Gadafur se smatraju svetom lozom, i pripadaju svetim obiteljima, pa djeluju kao vjerski vođe i politički pregovarači plemena Minifere. Gadafuri uživaju visoki status i vrlo su privilegirani i uvažavani u narodu Saho. Smatra se da Gadafuri potječu od plemena Gadabuursi.

## Daljnje podjele
1. Dabri-Mela (Dabrimela) 
- Alades are
- Labhalet Are

2. Assa-Awurta (Asaworta) 
- Fokroti Are
- Lelish Are
- Assa- Kare
- Asa-Lesan
- Sarma Are
- Faqih Dik
- Urus Abusa

3. Gaaso arapski قعسو 
- Shum Abdalla Gaisha
- Yofish Gaisha
- Shum Ahmad Gaisha
- Hassan Gaisha
- Silyan Gaisha
- Asa-Ushmaal
- Oni - Maal
- Salmunta
- Gadafur (za kojeg se smatta da imaju somalsko porijeklo, iz klana Gadabuursi )

4. Dasamo
- Abdallah Harak
- Naefie Harak
- Mosat Harak
- Subakum Are
- Daili Are
- Kundes
- Illaishe
- Asa Bora

5. Faqat Harak
- Faqih Abubakar
- Faqih Omar
- Faqih Ahmed

6. Silaita
- Hakatti Are
- Qomma Are
- Zella Are
- Halato
- Abbarior

7. Idda ( Ge'ez እዳ, arapski إِدًّا, alternativno ادة ili ادى), jedna od najranijih poznatih Saho zajednica u Eritreji, poznata i kao Bado Ambalish (Ge'ez ባዶ አምባልሽ, arapski اصحاب الأرض, "vlasnici zemljišta [ Zemlja] ") ili" nosioci zemlje ". 
8. Irob ( Ge'ez : ኢሮብ ʾirōb, također Erob), kršćanska zajednica u visoravni Tigrajske regije. 
9. Torra (طروعه), Serrah Aria (سرح عرى) i Mussa Aria (موسى عرى) 

## Izbori
1. ↑  Mohammed, Abdul Kader Saleh. 2013. The Saho of Eritrea: Ethnic Identity and National Consciousness (engleski). LIT Verlag Münster. ISBN 978-3-643-90332-7
2. ↑  Olson, James Stuart; Meur, Charles. 1996. The Peoples of Africa: An Ethnohistorical Dictionary (engleski). Greenwood Publishing Group. ISBN 978-0-313-27918-8
3. ↑  Joireman, Sandra F. 1997. Institutional Change in the Horn of Africa: The Allocation of Property Rights and Implications for Development. Universal-Publishers. str. 1. ISBN 1581120001
4. ↑  FindArticles.com - CBSi. findarticles.com. Pristupljeno 18. siječnja 2017.
5. 1 2  Saho. ethnologue.com. Pristupljeno 20. travnja 2018.
6. ↑  allsaho.com. allsaho.com. Pristupljeno 18. siječnja 2017.
7. 1 2  Qānūn Al-ʻurfī Li-muslimī Ākalaguzāī. LIT Verlag Münster. str. 26
8. ↑  Mohammad, Abdulkader Saleh. 1. siječnja 2013. The Saho of Eritrea: Ethnic Identity and National Consciousness. LIT Verlag Münster
9. ↑  Mohammad, Abdulkader Saleh. The Saho of Eritrea: Ethnic Identity and National Consciousness. LIT Verlag Münster

## Vanjske poveznice
- Popis Saho zajednica
- Saho videozapisi